# Ursy
Ursy is een gemeente en plaats in het Zwitserse kanton Fribourg, en maakt deel uit van het district Glâne.
Ursy telt 3.079 inwoners.